# سنن نسایی
السنن الصغری معروف به سنن النسائی یکی از شش کتاب حدیثی است که احمد بن شعیب النسائی متوفی سال 303 هجری قمری در شهر رمله فلسطین گردآوری کرده است. او از عالمانى هم چون قتیبة بن سعید، ابوداوود سجستانى و اسحاق بن راهویه استفاده نمود. وى براى کسب علم و نقل حدیث به مکان هایى هم چون خراسان، شام، حجاز، مصر و عراق سفر کرد و در سال ۳۰۳ هجرى وفات یافت.
طبرانی که از جمله کسانی است که از او حدیث اخذ نموده در کتابش با نام معجم الطبرانی الکبیر (۲۳:۱) در حدیثی می‌گوید: «حدثنا ابوعبدالرحمن النسائی القاضی بمصر…» که نشان از این دارد که نسائی در مصر به قضاوت نیز مشغول بوده و همچنین ابو عوانه در صحیحش می‌گوید: «حدثنا احمد بن شعیب النسائی قاضی حمص…» که به قاضی بودن نسائی در شهر حمص در سوریه دلالت می‌کند. او در علم حدیث بسیار متبحر بوده بطوریکه ذهبی در این مورد او را از مسلم بن حجاج نیشابوری صاحب صحیح مسلم نیز برتر می‌داند. گفته می‌شود او از نظر علم رجال بسیار سختگیر بوده بطوریکه از امام ابا القاسم سعد بن علی زنجانی در مکه دربارهٔ یک راوی سؤال شد و او آن مرد را ثقه (مورد اطمینان در رجال حدیث) دانست. فرد سائل به او گفت: «ابوعبدالرحمن نسائی او را ضعیف می‌داند» که سعد بن علی زنجانی در پاسخ به آن مرد گفت که نسائی از بخاری و مسلم نیز در رجال سخت‌تر می‌گیرد.

## توضیحات
اهل سنت این مجموعه را سومین مجموعه مهم از شش مجموعه حدیثی بزرگ خود می‌دانند. حدود 5270 حدیث شامل روایات مکرر دارد که مؤلف آن‌ها را از اثر بزرگ‌تر خود، «السنن الکبری» انتخاب کرده است. در کتب الستاح، این کتاب معتبرترین کتاب حدیثی  پس از صحیحین صحیح البخاری و صحیح مسلم نزد اکثر علمای حدیث است.

## نظریات
به گفته حافظ ابن حجر، کتاب سنن النسائی در میان شش کتاب پس از صحیحین (صحیح بخاری و صحیح مسلم) کمترین حدیث و راوی مجروح (ضعیف) را دارد. حتی یک حدیث موذی (ساختگی) در آن نیست.

## شرح کتاب
هرچند بر این کتاب مانند سایر کتاب‌هاى سنن، شرح مفصل نوشته نشده، ولى مى‌توان برخى از شرح‌ها را ذکر نمود:
- ظهر الربع عن المجتبی ، تألیف جلال الدین سیوطی (متوفی 911 ق). توضیح مختصری است.
- شرح سنن النسائی به نام ثخیره العقبی در شرح المجتبی تألیف محمد بن علی بن آدم بن موسی الاتیوپی الولاوی.
- پاورقی السندی بر سنن النسایی، نوشته محمد عبدالهادی السندی.

## فصل‌های کتاب
* كتاب الطهارة
- كتاب المياه
- كتاب الحيض والاستحاضة
- كتاب الغسل والتيمم
- كتاب الصلاة
- كتاب المواقيت
- كتاب الأذان
- كتاب المساجد
- كتاب القبلة
- كتاب الإمامة
- كتاب الافتتاح
- كتاب السهو
- باب التسبيح في الصلاة
- كتاب الجمعة
- كتاب تقصير الصلاة في السفر
- كتاب الخسوف
- كتاب الاستسقاء
- كتاب صلاة الخوف
- كتاب صلاة العيدين
- كتاب قيام الليل وتطوع النهار
- كتاب الجنائز
- كتاب الصيام
- كتاب الزكاة
- كتاب مناسك الحج
- كتاب الجهاد
- كتاب النكاح
- كتاب الطلاق
- كتاب الخيل
- كتاب الأحباس
- كتاب الوصايا
- كتاب النحل
- كتاب الهبة
- كتاب العمرى
- كتاب الأيمان و النذور
- كتاب المزارعة
- كتاب عشرة النساء
- كتاب تحريم الدم
- كتاب قسم الفيء
- كتاب البيعة
- كتاب العقيقة
- كتاب الفرع والعتيرة
- كتاب الصيد والذبائح
- كتاب الضحايا
- كتاب البيوع
- كتاب القسامة
- كتاب قطع السارق
- كتاب الإيمان وشرائعه
- كتاب الزينة من السنن
- كتاب آداب القضاة
- كتاب الاستعاذة
- كتاب الأشربة

## ترجمه سنن نسایی
این کتاب و شرح های آن توسط ناشران مختلف در سراسر جهان منتشر شده است:
- کتاب السنن الکبری النسائی شیخ شعیب الارنعوت و شیخ الترکی: انتشارات: الرساله العلمیه | دمشق / بیروت ، سوریه / لبنان در سال 2011. [۸]
- ترجمه انگلیسی سنن النسائی (6 کتاب)، انتشارات: دارالسلام (1386)[۹]
- سنن النسائی (6 جلد مد) عربی - انگلیسی، انتشارات: دارالسلام (2007)[۱۰]

### ترجمه فارسی
کتاب “ترجمه فارسی مختصر سنن نسائی” به نویسندگی ابی عبدالرحمن احمد بن شعیب نسائی و ترجمه خالد ایوبی‌نیا در سال ۱۳۹۹ در نشر احسان در سه جلد به چاپ رسیده است.

## سنن نسائی
دانلود سنن نسائی به زبان عربی